# Fernando Enrique Ramón Casas

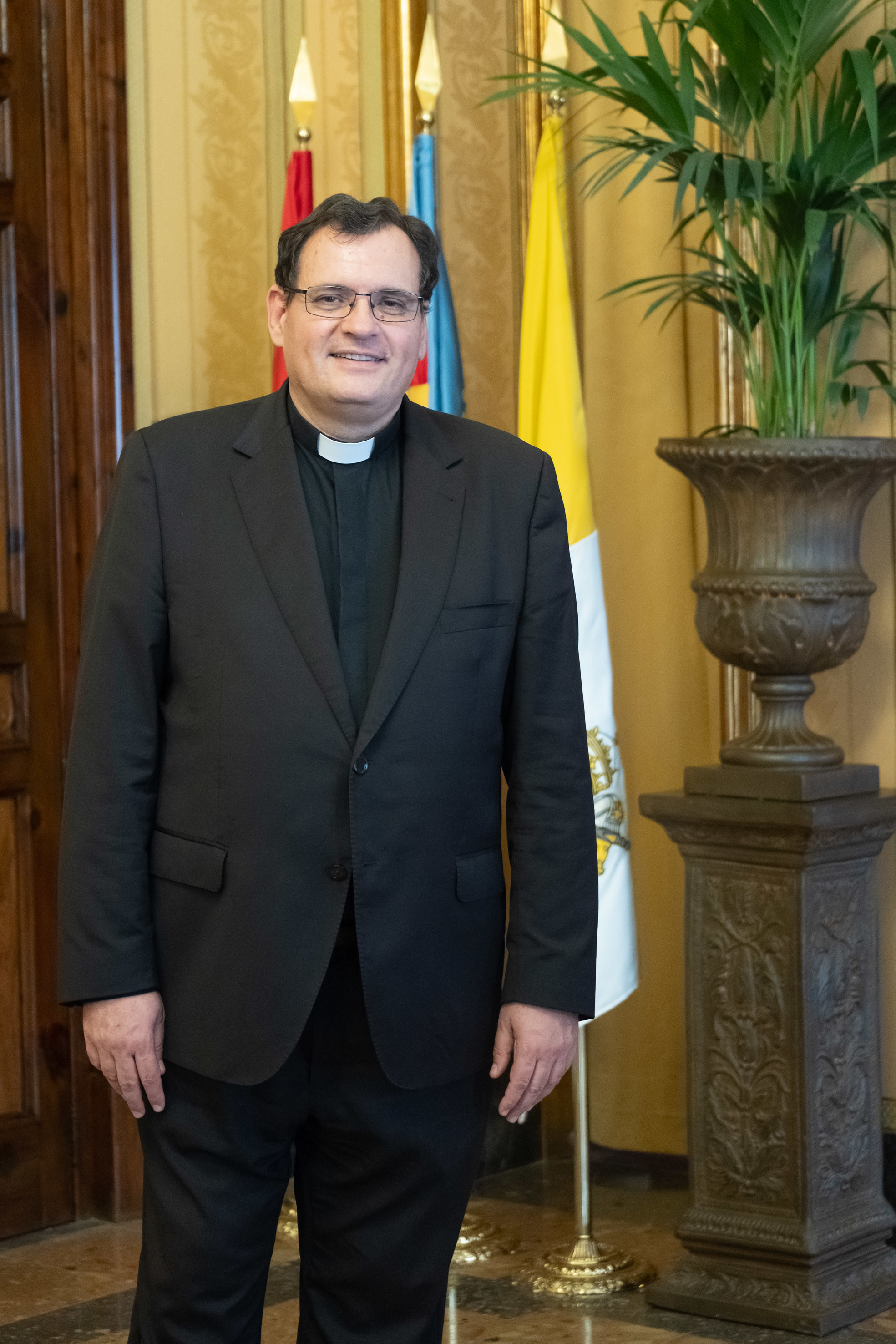
Fernando Enrique Ramón Casas (2024)

Bischofswappen von Fernando Enrique Ramón Casas

Fernando Enrique Ramón Casas (* 16. Juli 1966 in Valencia) ist ein spanischer römisch-katholischer Geistlicher und Weihbischof in Valencia.

## Leben
Fernando Enrique Ramón Casas wuchs in Xirivella auf. Er studierte von 1988 bis 1990 Philosophie am Priesterseminar La Inmaculada in Moncada und von 1990 bis 1993 Katholische Theologie am Colegio Mayor-Seminario de la Presentación de la Bienaventurada Virgen María en el Templo y Santo Tomás de Villanueva in Valencia. 1993 erlangte er an der Theologischen Fakultät San Vicente Ferrer in Valencia einen Bachiller im Fach Katholische Theologie und ein Lizenziat im Fach Religionswissenschaft. Am 28. Mai 1994 empfing er durch den Erzbischof von Valencia, Agustín García-Gasco Vicente, das Sakrament der Priesterweihe für das Erzbistum Valencia.
Nach der Priesterweihe war Ramón Casas zunächst als Pfarrer der Pfarreien Santa Ana in Benimarfull, San Miguel Arcángel in L’Alqueria d’Asnar, San Bartolomé Apóstol in Almudaina und Nuestra Señora del Rosario in Benillup sowie als Religionslehrer am Colegio Rural Agrupado de Planes, Benimarfull y Alquería de Aznar tätig. 1998 wurde er für weiterführende Studien nach Rom entsandt, wo er 2005 am Päpstlichen Bibelinstitut ein Lizenziat im Fach Bibelwissenschaft erwarb. Zudem begann er an der Päpstlichen Universität Gregoriana ein Promotionsstudium. Während seiner Studienzeit in Rom war er Alumnus des Päpstlichen Spanischen Kollegs. Nach der Rückkehr in seine Heimat wirkte Ramón Casas als Pfarrvikar der Pfarrei San Nicolás del Grau in Gandia und als Religionslehrer am dortigen Colegio María Ángeles Suárez de Calderón. 2009 wurde er Subregens und im Juni 2011 schließlich Regens des Priesterseminars La Inmaculada in Moncada. In dieser Zeit war zusätzlich Kaplan der Hermanas Oblatas de Cristo Sacerdote in Moncada. Ab September 2024 fungierte Ramón Casas als Bischofsvikar für das Vikariat Llíria, Requena und Ademuz. Bereits ab September 2022 war er zudem Domherr an der Kathedrale von Valencia. Ferner wirkte er als geistlicher Begleiter der Bewegung Cursillos de Cristiandad. Darüber hinaus lehrte Ramón Casas von 2007 bis 2024 Bibelwissenschaft an der Theologischen Fakultät San Vicente Ferrer in Valencia und von 2014 bis 2019 auch am Päpstlichen Institut Johannes Paul II. für Studien zu Ehe und Familie in Valencia. Außerdem lehrte er Hebräisch sowie Akkadische Sprache und Kultur an der Academia de Lenguas Bíblicas y Orientales, deren Direktor er im September 2024 zusätzlich wurde.
Am 6. November 2024 ernannte ihn Papst Franziskus zum Titularbischof von Pertusa und zum Weihbischof in Valencia. Der Erzbischof von Valencia, Enrique Benavent Vidal, spendete ihm und Arturo Javier García Pérez am 11. Januar 2025 in der Kathedrale von Valencia die Bischofsweihe; Mitkonsekratoren waren der Apostolische Nuntius in Spanien, Erzbischof Bernardito Cleopas Auza, und der emeritierte Bischof von Sant Feliu de Llobregat, Agustín Cortés Soriano. Sein Wahlspruch Pro eis sanctifico me ipsum („Für sie heilige ich mich“) stammt aus Joh 17,19 .

## Schriften
- Endor: desatino hacia el destino final. Análisis narrativo de 1 Sa 28,3–25. In: Juan Miguel Díaz Rodelas (Hrsg.): Credere et celebrare: Homenaje al Profesor D. Emilio Aliaga Girbés (= Series Valentina. Band 52). Facultad de Teología San Vicente Ferrer, Valencia 2004, ISBN 978-84-95269-21-8, S. 55–74.
- Notas marginales de San Juan de Ribera a los Salmos 102–103. In: José Antonio Badiola (Hrsg.): La carne humana de la Escritura: Homenaje a don Andrés Ibáñez Arana (= Biblica Victoriensia. Band 6). Eset, Vitoria 2007, ISBN 978-84-7167-149-3, S. 255–273.
- Noé y sus hijos tras el diluvio: estudio de Gn 9,18–29. In: Juan Miguel Díaz Rodelas, Miguel Pérez Fernández, Fernando E. Ramón Casas (Hrsg.): Aún me quedas tú: homenaje al Profesor D. Vicente Collado Bertomeu. Verbo Divino, Estella 2009, ISBN 978-84-8169-916-6, S. 217–237.
- Un Dios compasivo y fiel. La misericordia en el Antiguo Testamento. In: Anales Valentinos: Nueva Serie. Band 3, Nr. 5, 2016, S. 57–74 (unirioja.es [PDF; 500 kB]).
- ¿Un libro de leyes? La centralidad del código deuteronómico (Dt 12–26). In: Reseña bíblica: Revista trimestral de la Asociación Bíblica Española. Nr. 96, 2017, S. 37–44.
- Algunas reflexiones en torno a la vocación al sacerdocio. In: Jóvenes y vocación/Diálogos de Teología XX. (= Diálogos de Teología. Biblioteca Sacerdotal. Almudí. Band 20). Fundación Mainel, Valencia 2018, S. 9–24.
- Elogio de la amistad. Análisis retórico de Eclo 6,5–17. In: Jesús Girón Izquierdo, Ricardo Lázaro Barceló, Fernando E. Ramón Casas (Hrsg.): Me amó y se entregó por mí (Gal 2,20). Libro homenaje a Juan Miguel Díaz Rodelas (= Presencia Teológica. Band 313). Sal Terrae, Maliaño 2023, ISBN 978-84-293-3175-2, S. 197–212.
- Fernando E. Ramón Casas, José Luis Doménech Bardisa, Avelino Castells Tarazona, Alberto Martín Ibáñez: Del seminario a la parroquia. La integración de los recién ordenados en la pastoral diocesana. In: Seminarios sobre los ministerios en la Iglesia. Band 70, Nr. 234, 2024, S. 131–158 (seminariosdigital.es [PDF; 2,1 MB]).